# Makil
Els Màqil o Banu Màqil (àrab: بنو معقل, Banū Maʿqil) és una tribu àrab de probable origen iemenita, arribada al nord d'Àfrica amb els Banu Hilal i que va creuar Egipte i Líbia per arribar al Maghreb a la meitat del segle xi i es va establir a l'oest de Gabes. Es diu que llavors només eren uns 200 individus, però van tenir un gran creixement per la natalitat i l'absorció d'elements diversos. Un petit nombre de membres van quedar a la zona de Gabes i el gruix de la tribu va avançar a l'oest.
El 1103 estaven al servei de l'hammàdida al-Mansur quan aquest va atacar Tlemcen. Per ka mateixa època la fracció de la tribu anomenada Thaliba va ocupar la regió entre Titteri i Médéa i va proveir als caps locals amb tropes auxiliars. Lleó l'Africà diu que el 1510 un membre d'aquesta fracció va arribar a exercir la senyoria d'Alger fins que fou escanyat en un hamman (bany) i substituït per Khayr al-Din Barbarossa que va tractar amb duresa als Thaliba.
A partir del segle xiii es van establir també al sud algerià (Touat i Gourara) i al sud-est del Marroc on van formar el primer grup autènticament àrab establert al país (encara que després es van barrejar amb els amazics). Es van estendre pel Maghrib al-Aksa (a l'est i sud del Marroc) i al mateix temps per Orània i la vall del Muluya (Malwiyya) fins a la costa de la mar Mediterrània. Al Marroc es van establir al Tafilelt, Daraa i Sus fins a la costa atlàntica. Els makil van imposar el seu domini als amazics sedentaris dels ksur i oasis i a cobrar un peatge pel pas de les caravanes. Formaven tres grups, els Dhawi Ubayd Allah, Dhawi Mansur, i els Dhawi Hasan.
Amb l'arribada al poder dels marínides (1269) la situació va canviar. El 1261 un príncep marínida havia assetjat sense èxit Sigilmasa i els habitants, dirigits per la facció Munabbat dels makil va demanar protecció als abdalwadites de Tlemcen. El marínida Yakub ibn Abd al-Hakk (1258-1286) va atacar Sigilmasa i la va ocupar (1274). Les faccions dels makils van intentar evitar l'extensió dels marínides al sud on estaven sòlidament instal·lats i un parent del sultà Abu Yakub (1286-1307) va aprofitar la situació per revoltar-se amb els suport dels makils Dhawi Hasan (1287); el sultà va enviar contra els rebels (a la regió de Daraa) al seu nebot Manur ibn Abi Malik, que va fer una carnisseria i es va apoderar de les dones i els ramats. El bandidatge ocasional dels makils fou reprimit uns mesos després pel sultà en persona a la mateixa regió.
Abu Inan (1348-1358) va nomenar a Daraa a un governador que va guanyar la confiança dels makils i va poder imposar la seva autoritat però els va concedir territoris i capacitat per recaptar impostos. Tot i així ocasionalment van seguir fent actes de bandidatge especialment al Sus. Al final de la dinastia vers el 1420 els makil van remuntar al nord i van arribar fins prop de Marraqueix devastant tot al seu pas. Al segle següent encara són assenyalats com "els àrabs que recarreguen els impostos". En època incerta entre el segle xiv i el XV els Dhawi Hasan es van estendre cap al Sàhara Occidental i els marroquins assenyalen aquesta expansió com una conquesta "per compte del sultà" en virtud de la qual reclamen el Sàhara i Mauritània. Al final del segle xv eren prou poderosos al sud per participar en els acords entre Castella i els amazics de 1499.
Després van donar suport en general a la dinastia saadita. El 1641/1642 van donar suport a Mawlay Muhammad ibn al-Sharif (1640-1664) que es va apoderar d'Oudja i va avançar cap al sud algerià però fou abandonat pels seus seguidors que van donar llavors suport a son germà Mawlay al-Rashid (1664-1672) que fou proclamat a Oudja. El 1659 un cap dels makil, Karrum al-Hadjdj va ocupar Marraqueix. El 1669 Mawlay al-Rashid va trobar als makil Shabbanat senyors de la ciutat. Mawlay Ismail (1672-1727), germà i successor d'al-Rashid, va reclutar grups makil pel seu exèrcit però a altres grups els va combatre. (especialment els Ahlaf dels Dhawi Mansur (a Sigilmasa).
Amb el temps es van fer sedentaris i van desaparèixer dins a la població general.